# Scandale (Italie)
Pour les articles homonymes, voir Scandale (homonymie).
Scandale est une commune italienne de la province de Crotone, dans la région Calabre.

## Administration
| Période                                  | Période | Identité | Étiquette | Qualité |
| ---------------------------------------- | ------- | -------- | --------- | ------- |
|                                          |         |          |           |         |
| Les données manquantes sont à compléter. |         |          |           |         |

### Hameaux
Corazzo

### Communes limitrophes
Crotone, Cutro, Rocca di Neto, San Mauro Marchesato, Santa Severina